# Café bombón

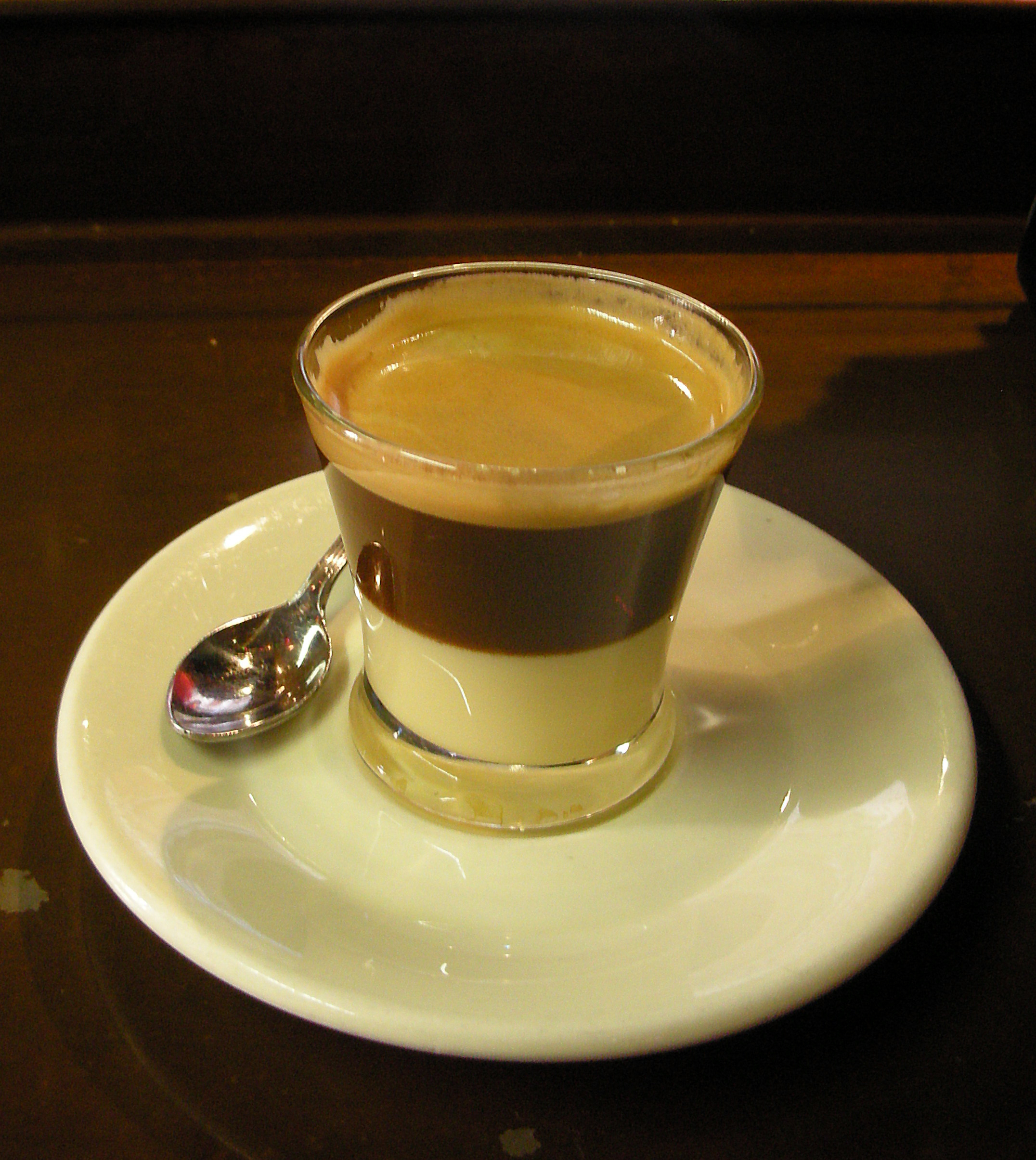
Café bombón.

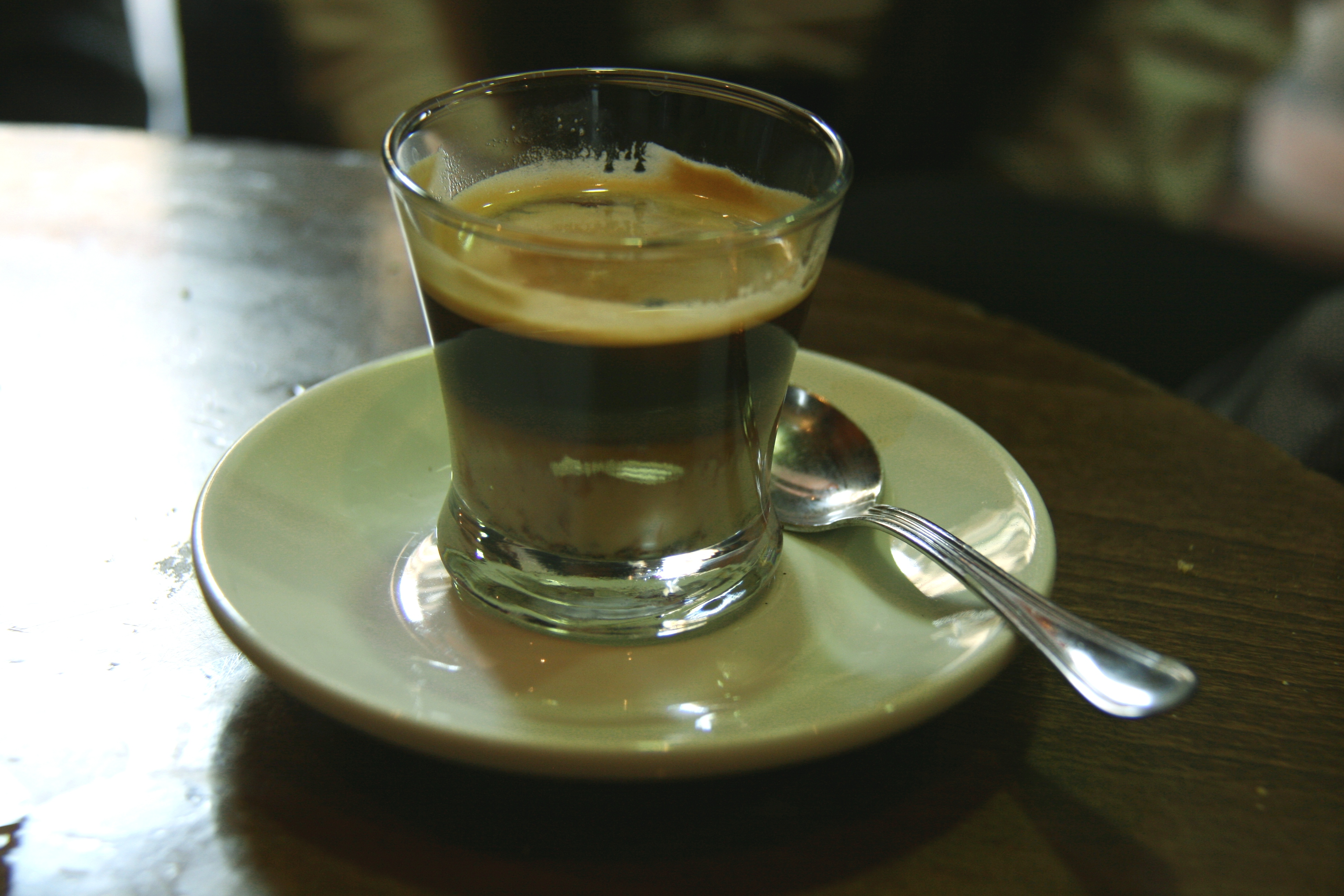
Café bombón con Baileys.

El café bombón es una mezcla de café (generalmente un espresso) endulzado con leche condensada. Se suele servir en un vaso de cristal transparente con el objeto de mostrar las capas de café y leche. La diferente densidad de los líquidos hace que el café quede en la parte superior, mientras que la leche condensada va a la parte inferior.
En ciertas zonas, el café con leche condensada recibe otras denominaciones, como café goloso o café biberón.